# 스클레이터황금두더지
스클레이터황금두더지(Chlorotalpa sclateri)는 황금두더지과에 속하는 포유류의 일종이다. 레소토와 남아프리카공화국에서 발견된다. 자연서식지는 아열대 또는 열대 기후 지역의 건조한 관목지대, 고지대 관목 지대, 지중해형의 관목 식생 지역, 온대 초원, 경작지, 목초지, 시골과 도시 지역이다.